# Amerika perdida
Amerika Perdida es el primer álbum recopilatorio de la banda francesa Mano Negra. Fue lanzado al mercado en 1991 con la discográfica Virgin France, S.A. y recoge temas de sus tres trabajos anteriores (Patchanka, Puta's fever y King of Bongo), además de incorporar una nueva composición ("Amerika Perdida").

## Lanzamiento y recepción
Entre el lapso de su álbum anterior y el siguiente disco, Mano Negra realizó un compilado de las tres producciones anteriores que se llamó Amerika Perdida. También intentó introducirse al mercado anglosajón, tarea la cual le fue muy difícil principalmente por el hecho de ser un grupo independiente que se manejaba por sí solo, Manu Chao dijo "En Estados Unidos no entienden a un grupo que se maneja por ejemplo sin mánager, para ellos se le hes muy difícil". Por estas y otras circunstancias, como la barrera cultural, Mano Negra nunca ha podido consolidarse ni en Estados Unidos ni en la Gran Bretaña. Aun con estos contratiempos Mano Negra realizó cosas importantes en Estados Unidos, por ejemplo acompañó a Iggy Pop en su gira norteamericana, participó en festivales alternativos y realizó conciertos llenos de energía en importantes foros de la unión americana e igualmente logró sold-outs en Londres. como dato sobresaliente, se puede destacar que No Doubt abrió un concierto de Mano Negra en sus inicios, este concierto fue realizado en el Roxy de Los Ángeles.

## Lista de canciones
Todas las canciones escritas y compuestas por Manu Chao, excepto donde se indica. 
| N.º   | Título                                         | Álbum         | Duración |  |
| 1.    | «Mano Negra»                                   | Patchanka     | 1:44     |  |
| 2.    | «Mala Vida»                                    | Patchanka     | 2:54     |  |
| 3.    | «Amerika Perdida» (Manu Chao/Mano Negra)       |               | 3:00     |  |
| 4.    | «Peligro» (Tradicional. Arr: Mano Negra)       | Puta's fever  | 2:53     |  |
| 5.    | «Sidi 'h' Bibi» (Tradicional. Arr: Mano Negra) | Puta's fever  | 2:37     |  |
| 6.    | «Noche de Accìon»                              | Patchanka     | 2:48     |  |
| 7.    | «El Sur»                                       | Puta's fever  | 1:00     |  |
| 8.    | «Patchuko Hop» (Joe King Carasco)              | Puta's fever  | 2:30     |  |
| 9.    | «Mano Negra»                                   | Puta's fever  | 0:59     |  |
| 10.   | «Patchanka» (Manu Chao/Mano Negra)             | Puta's fever  | 3:07     |  |
| 11.   | «Indios de Barcelona»                          | Patchanka     | 2:39     |  |
| 12.   | «Guayaquil City» (Mano Negra/Thomas Darnal)    | Puta's fever  | 3:02     |  |
| 13.   | «El Jako» (Manu Chao/Mano Negra)               | King of Bongo | 2:49     |  |
| 14.   | «Soledad»                                      | Puta's fever  | 2:36     |  |
| 15.   | «King Kong Five» (Manu Chao/Mano Negra)        | Puta's fever  | 1:57     |  |
| 16.   | «Salga la Luna»                                | Patchanka     | 3:34     |  |
| 40:37 |                                                |               |          |  |

## Créditos
- Manu Chao - Voz principal y guitarra (todas las pistas)
- Antoine Chao - Trompeta y voz (todas las pistas)
- Santiago Casariego - Batería y voz (todas las pistas)
- Philippe Teboul - Percusión y voz (pistas 4-5, 7-10, 12, 13-15)
- Daniel Jamet - Guitarra y voz (pistas 4-5, 7-10, 12, 13-15)
- Olivier Dahan - Bajo y voz (pistas 4-5, 7-10, 12, 13-15)
- Thomas Darnal - Teclados y voz (pistas 4-5, 7-10, 12, 13-15)
- Pierre Gauthé - Trombón y voz (pistas 4-5, 7-10, 12, 14-15)

## Músicos invitados
- Anouk - Voz (todas las pistas)
- Jean-Marc - Bajo (pistas 1, 2, 6, 11, 16)
- Mamack Vachter - Saxofón y voz (pistas 1, 2, 6, 11, 16)
- Dirty District (Denis, Gilles, Fred, Geo) - Voz, guitarra, bajo, sintetizador (pistas 1, 2, 6, 11, 16)
- Les Casse-Piers (Lolo, Daniel, Phillippe, Jo, Tomás) - Voz, guitarra, bajo, batería (pistas 1, 2, 6, 11, 16)
- Alain Wampas - Contrabajo y voz (pistas 1-2, 4-12, 14-16)
- Napo Romero - Voz (pistas 4-5, 7-10, 12, 14-15)
- Zofia - Voz (pistas 4-5, 7-10, 12, 14-15)